# Entoconcha mirabilis

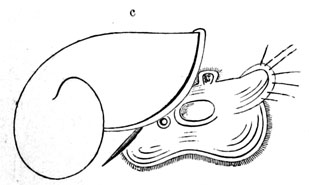
Larve (Jungtier) von Entoconcha mirabilis. Brehms Thierleben, 1893

Entoconcha mirabilis (syn. Helicosyrinx parasita) ist der Name einer Schnecken-Art aus der Familie der Eulimidae, die als Endoparasit in der Leibeshöhle von Wurmseegurken lebt. Nur als Jungtier ist sie als Schnecke mit Haus erkennbar, während das ausgewachsene, auch als Schneckenschlauch oder Schlauchschnecke bezeichnete zwittrige Tier ein langer, mit zahlreichen Eiern beziehungsweise Schnecklein angefüllter Schlauch ist. Sie wurde im 19. Jahrhundert in der Adria bei Triest als Parasit der Seegurke Oestergrenia digitata beobachtet und beschrieben.

## Merkmale
Das ausgewachsene, nicht als Schnecke erkennbare Tier hat einen gestreckten, zylindrischen, unregelmäßig spiralig gedrehten, durchschnittlich 2,5 cm langen Körper, der mit dem Kopfende am oberhalb des Darms gelegenen Blutgefäß (Dorsalgefäß) der Seegurke angeheftet ist. Auf Grund seiner bräunlich-gelben Färbung ist er durch die durchsichtigen Gewebe einer intakten Wurmseegurke hindurch von außen deutlich erkennbar. Bauch und Rücken sind nicht unterscheidbar. Ein Schneckenhaus fehlt ebenso wie Sinnesorgane, Nerven, ein Herz, eine Mantelhöhle oder Kiemen. Der Mund ist am knopfförmigen Kopfende, von dem ausgehend der Darmkanal nur etwa das vordere Körperdrittel einnimmt und dann blind endet, wobei auch eine sackförmige Mitteldarmdrüse vorhanden ist. Im mittleren Körperabschnitt befindet sich der sehr große Eierstock mit Eiweißdrüsen, dem weiter hinten ein Abschnitt für die Reifung der Eier folgt. Dahinter liegt der Hoden. Begattung und mögliche Selbstbefruchtung sind nicht untersucht, doch wurden in den Schneckenschläuchen Eikapseln („Brutkugeln“) mit jeweils etwa 20 sich entwickelnden Eiern beziehungsweise Embryonen beobachtet, in reiferen Schneckenschläuchen Veliger-Larven, auch Jungtiere genannt. Diese werden über die hintere Körperöffnung in die Leibeshöhle des Wirtes entlassen.
Die Larven von Entoconcha mirabilis haben eine spiralige Schale, in die der Körper zurückgezogen werden kann, ein Operculum, ein kleines Segel (Velum), zwei rudimentäre Fühler, zwei Hörbläschen, einen Fuß und einen Darmkanal sowie eine bewimperte Mantelhöhle. Die Metamorphose zum Schneckenschlauch wurde ebenso wenig beobachtet wie das Eindringen in einen neuen Wirt. Die Aufgabe wurde nie gelöst, obwohl sie seinerzeit von der Berliner Akademie als Preisaufgabe gestellt wurde.

## Entdeckungsgeschichte
Johannes Peter Müller beschrieb 1852 Entoconcha mirabilis als eine mikroskopisch kleine Schnecke, die in einem Schneckenschlauch in der Seegurke Synapta digitata in großer Zahl produziert wird. Erst Albert Otto Baur beschrieb 10 Jahre später den Schneckenschlauch als ausgewachsenes Stadium der Schnecke und Parasiten in der Seegurke und gab ihm den neuen Namen Helicosyrinx parasita. Hierzu ließ er sich in der Bucht von Muggia vor Zaule bei Triest hunderte von Seegurken von Fischern anliefern, wobei er in etwa jeder hundertsten Wurmseegurke einen Schneckenschlauch fand. W. Keferstein verfocht 1864 ebenso entschieden den parasitischen Charakter des Schneckenschlauches als adultes Schneckenstadium, wies jedoch die Wahl eines neuen Namens als Verstoß gegen die zoologischen Nomenclaturregeln zurück.